# Hans-Otto Schumacher
Hans-Otto Schumacher (Grevenbroich, 17 de fevereiro de 1950 – 10 de julho de 2024) foi um canoísta de slalom alemão na modalidade de canoagem.
Foi vencedor da medalha de prata em slalom C-2 em Munique 1972, junto com o seu colega de equipa Wilhelm Baues.